# Стад д'Оєм
«Стад д'Оєм» (фр. «Stade d'Oyem») — стадіон в Оємі, Габон. Відкритий 2016 року та розрахований на 20 500 глядачів.
Стадіон є одним з чотирьох, де проходить Кубок африканських націй 2017.